# フリーズ・ミー
『フリーズ・ミー 』は、『ヌードの夜』や『花と蛇』の監督をした石井隆による2000年公開のサイコ・スリラー映画。

## あらすじ
ちひろは、三人の男性から強姦された過去を持つ。結婚を目前にした彼女の前に再び現れた彼らを殺しては、過去を清算するかのように死体を冷蔵庫の中に隠し“フリーズ”していくのだが…

## キャスト
- 山崎ちひろ - 井上晴美
- 小島篤 - 鶴見辰吾
- 広河昇 - 北村一輝
- 野上裕介 - 松岡俊介
- 馬場実 - 竹中直人
- 冷凍庫配達人 - 飯島大介
- 上司 - 伊藤洋三郎
- 夏川さつき
- 久保田莚子
- 安藤泰助
- 高島郷
- 渋谷拓生
- 中西未晴
- 中山俊
- 松村恭子
- 速水今日子
- 前田海帆
- 出光秀一郎
- 西沢仁

## スタッフ
- 監督・脚本 - 石井隆
- 製作者 - 仁平幸男、豊忠雄
- 企画 - 原田宗一郎
- プロデューサー - 永江信昭、新津岳人、石井隆
- アシスタント・プロデューサー - 藤本友徳
- 制作 - 小林由明
- 撮影 - 佐々木原保志
- 照明 - 安河内央之
- 編集 - 川島章正
- 音楽 - 安川午朗
- 録音 - 宮本久幸
- 整音 - 杉山篤
- 音響効果 - 中村佳央
- スクリプター - 田中小鈴
- 美術 - 山崎輝
- 衣装 - 小野今朝義
- メイキャップ - 金森恵
- スチール - 石原宏一
- 助監督 - 中村和彦

## 映像ソフト化
- VHS版（2000年10月6日発売）
- DVD版（2001年11月22日発売）
  - オーディオ・コメンタリー（石井隆、井上晴美）
  - 劇場本予告